# Hermetia illucens
Hermetia illucens je vrsta muhe, ki izvira iz ZDA, leta 2009 pa so jo prvič opazili tudi v Sloveniji.

## Opis
Odrasli osebki so dolgi okoli 16 mm in se v Sloveniji pojavljajo od aprila do oktobra. Samice odložijo v hlevski gnoj, kompost ali mrhovino med 600 in 800 jajčec. Jajčeca se po približno štirih dneh razvijejo v ličinke, ki se prehranjujejo z rastlinskimi ostanki in mrhovino zato se jih ponekod v tujini uporablja za predelavo ostankov rastlinskega in živalskega izvora, pa tudi za nadzor populacije domače muhe (Musca domestica), saj se njune ličinke hranijo z isto hrano. Po 10 in 14 dnevih preidejo ličinke v zadnjo fazo pred zabubljanjem.   Po približno 30 dneh se ličinke razvijejo v odraslo žival.
Ličinke v zadnji fazi in bube H. illucens se uporabljajo kot hrana za razne domače živali. V tujini jih odajajo v hrano za ptice, perjad, ribe, prašiče, kuščarje, želve in celo pse.

## Invazivna vrsta
Na evropskem ozemlju so vrsto prvič opazili na Malti leta 1936, danes pa je razširjena tudi v Španiji, Franciji, Italiji, Švici, na Portugalskem in na Hrvaškem.
V Sloveniji je bila muha prvič najdena na Primorskem avgusta leta 2009, že naslednje leto pa so en primerek našli tudi v Ljubljani. Verjetno je vrsta k nam prišla z uvoženim kompostom ali pa se je spontano razširila iz Italije.
H. Illucens sicer ne velja za škodljivo vrsto, vendar pa vpliv, ki bi ga lahko ta invazivna vrsta imela na biodiverziteto in ekosisteme v Sloveniji, še ni raziskan.